# Scotoecus hirundo
Scotoecus hirundo és una espècie de ratpenat que viu a Angola, el Camerun, República Centreafricana, el Txad, República Democràtica del Congo, Costa d'Ivori, Etiòpia, Gàmbia, Ghana, Kenya, Malawi, Moçambic, Nigèria, Senegal, Sierra Leona, Somàlia, el Sudan, Tanzània, Uganda i Zàmbia.